# 太平洋槍蝦
太平洋槍蝦（学名：Alpheus pacificus）为槍蝦科槍蝦屬下的一个种。